# Procitheronia
Procitheronia este un gen de molii din familia Saturniidae. 

## Specii
- Procitheronia fenestrata (W. Rothschild, 1907)
- Procitheronia principalis (Walker, 1855)
- Procitheronia purpurea (Oiticica, 1930)